# Insula

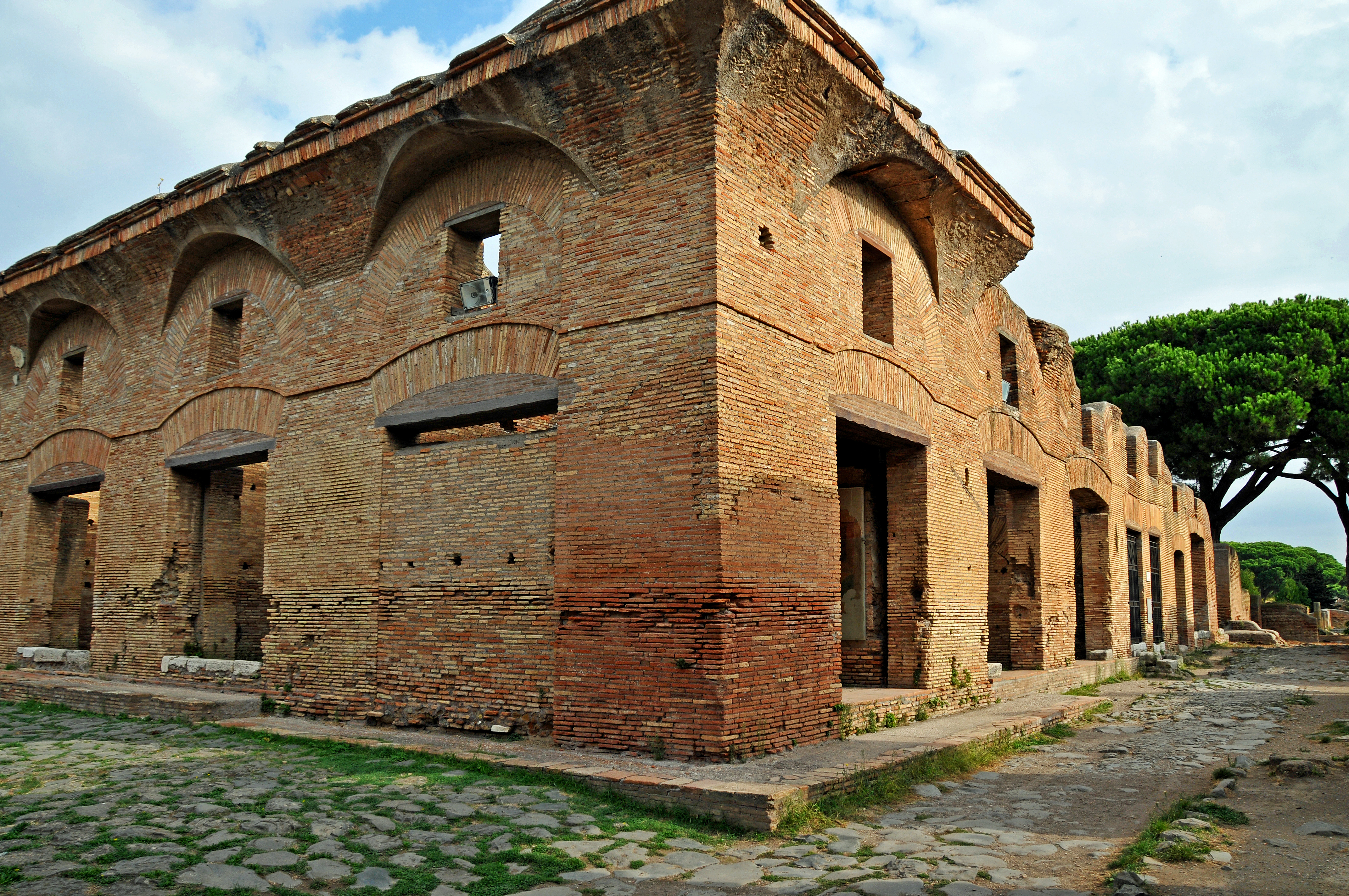
Insula w Ostii z zachowanym parterem i częścią nadbudowy

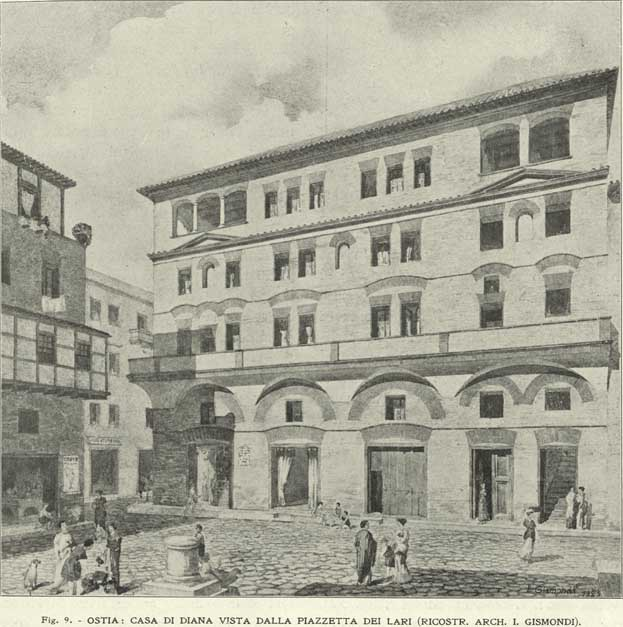
Rekonstrukcja insuli w Ostii

Insula (łac. īnsŭlă – dosł. „wyspa”; lm. insulae) – w starożytnym Rzymie miejski wielopiętrowy dom czynszowy albo zespół mieszkaniowy o zwartej zabudowie, przeznaczony dla uboższej ludności, odpowiednik nowożytnych kamienic i dzisiejszych bloków mieszkalnych.

## Cechy ogólne
W odróżnieniu od prywatnego domu rzymskiego (domus), rozwijającego się architektonicznie w płaszczyźnie poziomej, insula jako dom zbiorowy rozwijała się wzwyż, w płaszczyźnie pionowej. Jej powstanie, przypuszczalnie w ciągu IV w. p.n.e., łączone jest z koniecznością przyjmowania rosnącej liczebnie ludności poza tzw. murami Serwiusza. W III w. p.n.e. bardzo liczne były już w Rzymie insule trzypiętrowe. Inną cechą istotną tych budynków był w nich brak pomieszczeń mieszkalnych o z góry określonym przeznaczeniu, co stwarzało możliwość użytkowania ich według własnych potrzeb lub upodobania.
Właścicielami tych nieruchomości byli często rzymscy patrycjusze lub wyzwoleńcy, którzy sami zamieszkiwali we własnych rezydencjach lub domach, a insulą w ich imieniu zarządzał niewolnik-administrator (insularius, lm. insularii). Był on odpowiedzialny za regularne pobieranie czynszu, pilnowanie porządku, prowadzenie niezbędnych remontów.
Nadmiar ludności w Rzymie i innych wielkich miastach państwa rzymskiego zmuszał do wspólnego zamieszkiwania w budynkach, których wysokością usiłowano kompensować niewielką zajmowaną powierzchnię. W Wiecznym Mieście lokowano je na urwistych zboczach wzgórz (Kapitolu i Kwirynału), na nieużytkowanych przestrzeniach Pola Marsowego i na miejscu zburzonych starych fortyfikacji. Jedne z najlepiej dotąd zachowanych insuli znajdują się w Ostii, które często sięgały tam wysokości trzech kondygnacji nad parterem. Z pochodzącego z IV wieku powszechnego spisu inwentarzowego w 14 okręgach Wiecznego Miasta (curiosum urbis Romae) wynika, że obok 1790 domów (rezydencji) prywatnych naliczono w nich 46 602 insule.
Pod koniec I wieku n.e. ten typ budowli zaczął się również upowszechniać w prowincjach, np. w miastach silnie zromanizowanej Galii. Tylko na jej południu mieszkania w insulach zachowały charakter italski, poza tym rozmieszczenie izb cechowała dowolność, ciasnota i niewielki metraż (często 1,5 × 3 m). Strabon w opisie portowego Tyru z początku naszej ery podawał, że tamtejsze insule przewyższały wysokością budynki cesarskiego Rzymu. Z odkryć dokonanych w Aleksandrii wiadomo, że takie budynki, zwane po grecku synojkia, osiągały wysokość 7 pięter i mimo niewielkich mieszkalnych pomieszczeń (do 10 m²), poza wewnętrznym dziedzińcem miewały nawet własne łazienki i latryny.

## Opis i charakterystyka

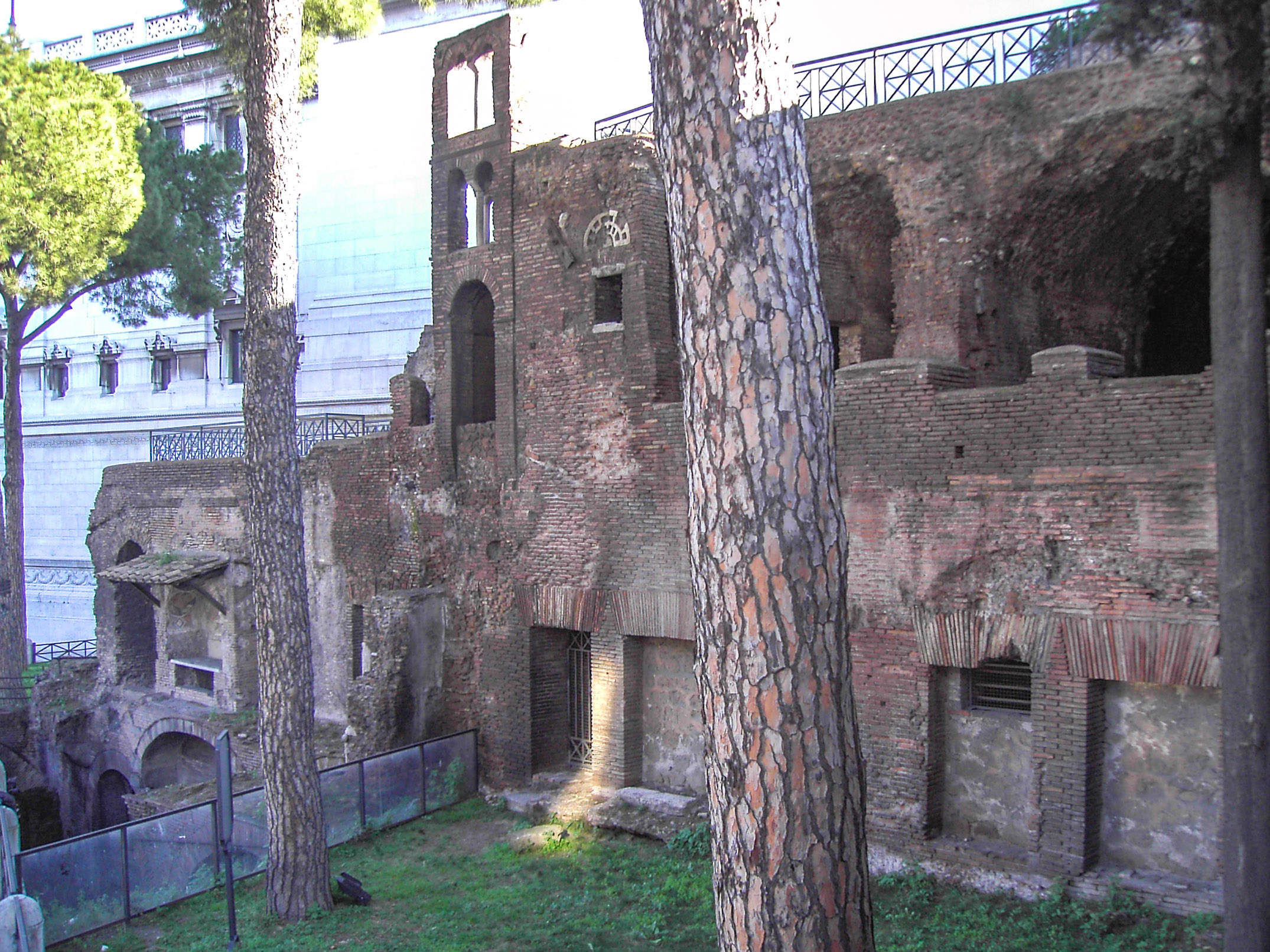
Pozostałości insuli na rzymskim Kapitolu

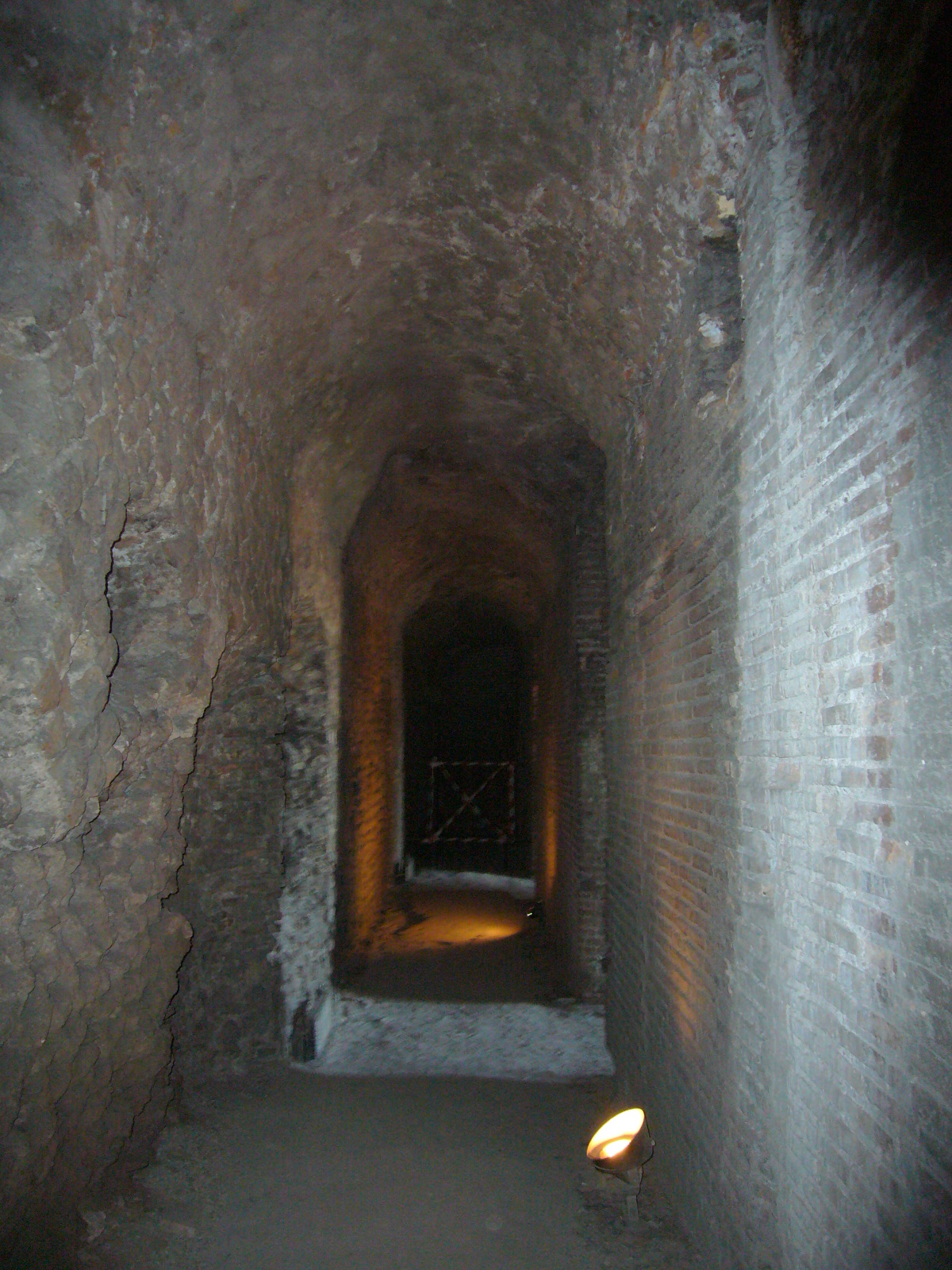
Korytarz III piętra insuli

Były to budynki kilkupiętrowe (5–7 kondygnacji), oddzielone przejściami-zaułkami (angiportum) lub ulicami – czemu zawdzięczały swą nazwę. Mieściły się w nich niewielkie (dwu-trzyizbowe) mieszkania (cenaculum) przeznaczone na wynajem, z balkonami i oknami, zapewniającymi dostęp powietrza i światła, a umożliwiającymi też pozbywanie się odpadów. Zewnętrzne schody prosto z ulicy prowadziły na wyższe kondygnacje; ich liczba oraz szerokość przejść pomiędzy domami regulowana była rozporządzeniami prawnymi, podyktowanymi względami bezpieczeństwa przeciwpożarowego. W domach o drewnianej konstrukcji nośnej posługiwano się piecykami na drewno (braserami) i oświetleniem lampkami oliwnymi – stąd łatwe było zaprószenie ognia, który mógł się szybko rozprzestrzeniać. Rozporządzenia nakazywały w każdej insuli przechowywać wodę w osobnych pojemnikach (dolia) i budować platformy ułatwiające gaszenie pożaru. Wysokość domów również ograniczano ze względów bezpieczeństwa: przy konstrukcji z materiałów o małej wytrzymałości budynek zbyt wysoki groził zawaleniem. Mimo to spekulacja budowlana rozwijająca się wskutek silnego napływu ludności do miast, wymuszała dodawanie w insulach pięter oraz nadbudówek ze słabego materiału, co w rezultacie powodowało katastrofy budowlane.
Insula zajmowała średnio powierzchnię 300-400 m² (prywatny domus – 800-900 m²) przy wysokości 18–20 m. Z zewnątrz wszystkie te budynki łączyło podobieństwo fasad z rozmieszczonymi symetrycznie na piętrach cenaculami o szerokich otworach okiennych. W najszerszych miejscach umieszczano balkony (maeniana) albo oparte na portykach loggie (pergulae), okryte pnącymi roślinami.
Parter budynku zwykle podzielony był na liczne ukryte pod portykiem warsztaty (officinae), sklepy (tabernae) i magazyny. Niekiedy zajmował tam przestronniejsze, wygodne mieszkanie (apartament prywatny, też zwany domus) zarządca insuli albo dzierżawca, wynajmujący np. całe piętro na odnajem poszczególnym lokatorom. Nierzadko jedno cenaculum zamieszkiwane było przez paru lokatorów (inquillini, insularii), wspólnie pokrywających opłatę czynszową; podwyżka cen komornego stanowi częsty temat w literaturze rzymskiej. Przyjętym terminem wygasania i zawierania umów o najem mieszkań był dzień 1 lipca, co znajduje pośrednie poświadczenie u Swetoniusza (Żywoty cezarów, Tyberiusz 35). Tańsze, wyżej położone mieszkania miały niższy standard, ponieważ stwarzały mniej wygód (brak dopływu wody, kanalizacji, zsypów, kominków). Dopływ wody oraz urządzenia sanitarne mogły znajdować się jedynie na poziomie parteru. Pozostali mieszkańcy korzystali z łaźni publicznych, a wodę czerpali z miejskich studni lub fontann. Insule nigdy nie miały połączenia z miejskimi kloakami ani wyposażenia w centralne ogrzewanie (hypocaustum).